# 石琮
石琮，五胡十六国時代前燕人物，乐陵郡厌次县（今山东省阳信县东南）人，西晋昌安县侯石鑒之孫。
石琮躲避永嘉之乱，归顺割据遼東的東夷校尉崔毖。大興二年（319年）十二月，崔毖被慕容部大人慕容廆击敗被俘，石琮和崔燾、高瞻、韓恒一起被送往棘城。慕容廆以客人的礼节厚遇他们，石琮被任命为柳城都尉。
咸和九年（334年）二月，段部大人段遼之弟段蘭和慕容翰攻打慕容部的柳城。石琮和城主慕輿泥合力拒守，段蘭只好退军。十余日後，段蘭、慕容翰再攻，包围柳城。段蘭造雲梯掘地道，二十日由四面昼夜不停进攻，石琮堅守城防更加坚固。随后，石琮見機，率将士出击，奇襲敵軍。斩首級一千五百，段蘭只好退却。
咸康三年（337年）九月，慕容皝称燕王，石琮与宋该、刘睦被任命为常伯。